# 1975-ös magyar úszóbajnokság
Az 1975-ös magyar úszóbajnokságot júniusban rendezték meg.

## Eredmények

### Férfiak
| Versenyszám            | Arany                                                                      | Arany    | Ezüst                                                           | Ezüst    | Bronz                                                              | Bronz    |
| ---------------------- | -------------------------------------------------------------------------- | -------- | --------------------------------------------------------------- | -------- | ------------------------------------------------------------------ | -------- |
| 100 m gyorsúszás       | Verrasztó Zoltán KSI                                                       | 55,30    | Kormos István Ferencvárosi TC                                   | 55,40    | Hargitay András KSI                                                | 55,40    |
| 200 m gyorsúszás       | Verrasztó Zoltán KSI                                                       | 1:59,30  | Hargitay András KSI                                             | 1:59,37  | Kormos István Ferencvárosi TC                                      | 2:00,00  |
| 400 m gyorsúszás       | Tóth Csaba KSI                                                             | 4:12,95  | Hargitay András KSI                                             | 4:13,53  | Koczka István KSI                                                  | 4:15,25  |
| 1500 m gyorsúszás      | Tóth Csaba KSI                                                             | 16:15,45 | Koczka István KSI                                               | 16:22,49 | Nagy Sándor Gyula                                                  | 16:59,29 |
| 100 m hátúszás         | Verrasztó Zoltán KSI                                                       | 59,67    | Rudolf Róbert KSI                                               | 1:00,53  | Márton István BVSC                                                 | 1:01,07  |
| 200 m hátúszás         | Verrasztó Zoltán KSI                                                       | 2:06,35  | Rudolf Róbert KSI                                               | 2:09,40  | Gulyás János KSI                                                   | 2:10,18  |
| 100 m mellúszás        | Vermes Albán Egri Dózsa                                                    | 1:09,66  | Szentirmay István BVSC                                          | 1:10,90  | Tóth János Egri Dózsa                                              | 1:12,02  |
| 200 m mellúszás        | Hargitay András KSI                                                        | 2:28,59  | Vermes Albán Egri Dózsa                                         | 2:30,23  | Sós Csaba KSI                                                      | 2:35,99  |
| 100 m pillangóúszás    | Szentirmay István BVSC                                                     | 58,32    | Hargitay András KSI                                             | 59,89    | Cseh László Újpesti Dózsa                                          | 1:00,16  |
| 200 m pillangóúszás    | Hargitay András KSI                                                        | 2:07,89  | Sós Csaba KSI                                                   | 2:09,63  | Kollár Zoltán KSI                                                  | 2:10,32  |
| 200 m vegyesúszás      | Hargitay András KSI                                                        | 2:08,67  | Verrasztó Zoltán KSI                                            | 2:10,06  | Rudolf Róbert KSI                                                  | 2:13,84  |
| 400 m vegyesúszás      | Hargitay András KSI                                                        | 4:34,32  | Verrasztó Zoltán KSI                                            | 4:39,76  | Sós Csaba KSI                                                      | 4:40,81  |
| 4 × 100 m gyorsváltó   | Ferencvárosi TC Kovács Bertalan Juhász Gábor Kormos István Gerendás György | 3:43,84  | KSI Hargitay András Gulyás János Botond Árpád Verrasztó Zoltán  | 3:46,23  | BVSC Szentirmay István Márton István Varga József Takács László    | 3:48,12  |
| 4 × 200 m gyorsváltó   | KSI Hargitay András Koczka István Sós Csaba Verrasztó Zoltán               | 8:30,49  | BVSC Takács László Szentirmay István Márton István Varga József | 8:32,39  | Újpesti Dózsa Sándor Béla Bonifert Péter Kubina István Hévizi Ottó | 8:35,97  |
| 4 × 100 m vegyes váltó | KSI Rudolf Róbert Hargitay András Kollár Zoltán Verrasztó Zoltán           | 4:09,84  | BVSC Márton István Szentirmay István Takács László Varga József | 4:14,36  | Egri Dózsa Lőrincz Attila Vermes Albán Simkó Gyula Holló Tivadar   | 4:15,49  |

### Nők
| Versenyszám            | Arany                                                            | Arany   | Ezüst                                                                             | Ezüst   | Bronz                                                            | Bronz   |
| ---------------------- | ---------------------------------------------------------------- | ------- | --------------------------------------------------------------------------------- | ------- | ---------------------------------------------------------------- | ------- |
| 100 m gyorsúszás       | Bedekovics Krisztina Bp. Spartacus                               | 1:00,72 | Pelle Judit Egri Dózsa                                                            | 1:01,20 | Ernst Ágnes Ferencvárosi TC                                      | 1:02,24 |
| 200 m gyorsúszás       | Pelle Judit Egri Dózsa                                           | 2:12,60 | Bedekovics Krisztina Bp. Spartacus                                                | 2:13,00 | Lázár Eszter Egri Dózsa                                          | 2:14,58 |
| 400 m gyorsúszás       | Lázár Eszter Egri Dózsa                                          | 4:36,61 | Miklósfalvi Éva BVSC                                                              | 4:44,28 | Dugántsi Anna Ferencvárosi TC                                    | 4:44,95 |
| 800 m gyorsúszás       | Lázár Eszter Egri Dózsa                                          | 9:30,77 | Miklósfalvi Éva BVSC                                                              | 9:51,92 | Balogh Gabriella Kecskeméti SC                                   | 9:55,57 |
| 100 m hátúszás         | Verrasztó Gabriella KSI                                          | 1:06,94 | Madarassy Szilvia Újpesti Dózsa                                                   | 1:07,77 | Czövek Zsuzsanna Vasas SC                                        | 1:08,21 |
| 200 m hátúszás         | Verrasztó Gabriella KSI                                          | 2:23,66 | Czövek Zsuzsanna Vasas SC                                                         | 2:26,62 | Madarassy Szilvia Újpesti Dózsa                                  | 2:30,99 |
| 100 m mellúszás        | Ludányi Mária BVSC                                               | 1:16,32 | Ernst Ágnes Ferencvárosi TC                                                       | 1:18,14 | Kiss Éva Bp. Honvéd                                              | 1:18,20 |
| 200 m mellúszás        | Kiss Éva Bp. Honvéd                                              | 2:46,33 | Ludányi Mária BVSC                                                                | 2:47,84 | Ernst Ágnes Ferencvárosi TC                                      | 2:48,82 |
| 100 m pillangóúszás    | Ludányi Mária BVSC                                               | 1:05,96 | Szlavitsek Gizella Újpesti Dózsa                                                  | 1:08,37 | Dugántsi Anna Ferencvárosi TC                                    | 1:09,25 |
| 200 m pillangóúszás    | Kiss Éva Bp. Honvéd                                              | 2:25,42 | Bede Erzsébet Egri Dózsa                                                          | 2:29,48 | Dugántsi Anna Ferencvárosi TC                                    | 2:29,79 |
| 200 m vegyesúszás      | Verrasztó Gabriella KSI                                          | 2:26,10 | Ernst Ágnes Ferencvárosi TC                                                       | 2:27,60 | Kiss Éva Bp. Honvéd                                              | 2:30,78 |
| 400 m vegyesúszás      | Ernst Ágnes Ferencvárosi TC                                      | 5:15,11 | Verrasztó Gabriella KSI                                                           | 5:17,47 | Bede Erzsébet Egri Dózsa                                         | 5:19,65 |
| 4 × 100 m gyorsváltó   | Egri Dózsa Harmath Katalin Nagy Andrea Lázár Eszter Pelle Judit  | 4:14,00 | Bp Spartacus Bedekovics Krisztina Galgóczi Katalin Tillner Anikó Kaczander Ágnes  | 4:19,39 | BVSC Szórádi Krisztina Miklósfalvi Éva Kovács Edit Ludányi Mária | 4:20,42 |
| 4 × 100 m vegyes váltó | BVSC Miklósfalvi Éva Ludányi Mária Szórádi Krisztina Kovács Edit | 4:42,10 | Bp. Spartacus Galgóczi Katalin Kaczander Ágnes Tillner Anikó Bedekovics Krisztina | 4:49,70 | Egri Dózsa Harmath Katalin Bede Erzsébet Nagy Andrea Pelle Judit | 4:50,30 |

## Csúcsok
A bajnokság során az alábbi csúcsok születtek:
| Esemény                       | Idő     | Név                 | Csapat        | Csúcs                               |
| ----------------------------- | ------- | ------------------- | ------------- | ----------------------------------- |
| Férfi 200 méteres mellúszás   | 2:28,59 | Hargitay András     | KSI           | Országos felnőtt                    |
| Férfi 200 méteres vegyesúszás | 2:08,67 | Hargitay András     | KSI           | Országos felnőtt                    |
| Női 400 méteres gyorsúszás    | 4:56,06 | Szedlmayer Ildikó   | Bp. Spartacus | Országos gyermek                    |
| Női 100 méteres hátúszás      | 1:06,94 | Verrasztó Gabriella | KSI           | Országos ifjúsági és serdülő        |
| Női 200 méteres hátúszás      | 2:23,66 | Verrasztó Gabriella | KSI           | Országos serdülő                    |
| Női 200 méteres pillangóúszás | 2:34,12 | Verrasztó Gabriella | KSI           | Országos serdülő                    |
| Női 200 méteres vegyesúszás   | 2:26,10 | Verrasztó Gabriella | KSI           | Országos felnőtt, ifjúsági, serdülő |